# Legământul lui Omar
Legământul lui Omar cunoscut și ca „Pactul lui Omar” (شروط عمر sau عهد عمر sau عقد عمر), este un document canonic islamic, atribuit în mod tradițional celui de-al doilea calif, Omar ibn Khattab.( p. 360)  El subliniază drepturile pe care le aveau și restricțiile pe care trebuiau să le respecte creștinii și evreii, protejate ca "Popoare ale Cărții Sfinte", pentru a beneficia de securitate („amān”) sub legea Islamică, în schimbul plății taxei islamice jizia (capitația) [ p. 118]
Totodată el conține o serie de măsuri restrictive și interdicții pentru nemusulmani, stabilind un cadru general cu musulmanii în frunte și nemusulmanii (ghiauri, zimmi), într-o poziție de subordonare și inferioritate în ierarhia socială. ( p. 205)( p. 361)
Statutul „Zimmi-ilor” era sintetizat în „Legământul lui Omar”:
„Zimmi-ul (...) este un cetățean de mâna a doua. Dacă e tolerat, e pentru rațiuni de ordin spiritual, căci se păstrează speranța de a-l converti, și pentru rațiuni materiale, căci lui i se impun aproape totalitatea sarcinilor fiscale. I se lasă un loc în cetate, dar nu fără a-i reaminti mereu starea sa de inferioritate (…). Zimmi-ul nu e în nici un fel egalul musulmanului. El este apăsat de inegalitate socială și constituie o castă disprețuită; de inegalitate privind drepturile individuale; de inegalitate la plata impozitelor; de inegalitate în fața justiției, pentru că mărturia sa nu este admisă de tribunalele musulmane și pentru că, în cazul egalității de delict, el nu beneficiază de egalitate de pedeapsă”.

## Istoric
Conform tradiției documentul este bazat pe un tratat încheiat între Omar ibn Khattab și patriarhul Sofronie de Ierusalim urmare a  capturării Ierusalimului de către Califatul Rașidid. ( p. 205)
Originile istorice ale documentului ar putea proveni dintr-un acord încheiat între cuceritorii musulmani și creștinii din Damasc care a fost mai târziu extins pentru toți zimmii de pretutindeni. ( pp 360-361)

## Conținut
Principalele prevederi ale Legământului lui Omar stipulau:
„ Când ați venit asupra noastră v-am cerut securitate (aman)  pentru noi, pentru familiile noastre, pentru bunurile noastre și pentru toți cei de credința noastră; primindu-l noi ne-am angajat față de domniile voastre sa plătim îndată impozitul (jizya) și să fim umili ; de-acum înainte să nu mai construim în orașele noastre și aici în împrejurimile lor nici mânăstiri, nici biserici, nici case patriarhale, nici schituri; nu vom mai repara lăcașurile noastre de cult, care se vor afla în ruină și nici casele noastre, care se găsesc în cartierele musulmane. 

Nu vom refuza defel intrarea musulmanilor în bisericile noastre, fie ziua, fie noaptea; pentru aceasta le vom lărgi ușile pentru a înlesni accesul trecătorilor și călătorilor aici; vom primi la noi pe orice călător musulman și-l vom găzdui,  dându-i casă și masă, timp de trei zile; nu vom acorda adăpost dușmanilor statului musulman nici în bisericile noastre, nici în casele noastre și nu vom tăinui față de musulmani nimic din ceea ce le-ar putea produce vreo pagubă; nu vom învăța nici noi, nici pe copiii noștri Coranul; nu vom predica deloc altora legea noastră și nici nu vom chema pe nimeni la ea: dar nu vom împiedica pe nimeni dintre ai noștri să îmbrățișeze Islamul, dacă aceasta îi va fi vrerea. În public, îi vom trata pe musulmani cu cinste și considerație și ne vom ridica de pe locurile noastre, dacă ei vor dori să se așeze.
Nu ne vom asimila deloc lor în ceea ce privește veșmintele, nici calançoua, nici turbanul, nici încălțările, și nici în felul de tundere sau aranjare a părului. Nu vom folosi deloc expresiile lor uzuale în graiul nostru și nici nu le vom împrumuta poreclele.
Nn ne vom servi de șei când vom merge călare, nici nu vom purta sabie asupra noastră; nu vom fabrica deloc arme și săbii și nici nu le vom purta asupra noastră într-un oraș sau pe drumurile musulmane; nu ne vom face deloc peceți cu caractere arabe; nu vom vinde deloc băuturi fermentate (kumur). Ne vom rade doar părțile anterioare ale capului și vom păstra aceleași forme ale veșmintelor noastre ca în trecut (...); vom face să nu se vadă crucile noastre pe biserici și la ceremonii, nici cărțile noastre sfinte pe nici una dintre străzile frecventate de musulmani și nici în piețele lor. 
(...) În bisericile noastre nu vom trage clopotele decât foarte încet și nu vom ridica deloc vocea la rugăciune și la cântările noastre religioase, când un musulman va fi de față; vom face să nu se audă deloc bocetele, când ne petrecem morții; (...) nu vom ține în mână pe stradă lumânări aprinse (...); nu ne vom aduna împreună într-un cartier musulman, nici în prezența musulmanilor; nu ne vom îngropa morții în apropierea cartierelor musulmanilor, (...) nu vom lovi niciodată un musulman.

Nu vom lua deloc robi dintre persoanele care sunt destinate prin partaj musulmanilor; nu vom căuta deloc să avem case mai înalte decât ale musulmanilor cu vederea spre interiorul locuințelor acestora. Acestea sunt condițiile la care am subscris noi toți și membrii neamului nostru și în schimbul cărora am primit aman. Dacă vom încălca  vreuna din aceste condiții acceptate de noi, atunci musulmanii nu vor mai avea nici o obligație (zimmet) de respectat față de noi și le va fi îngăduit și permis să ne trateze  ca pe răzvrătiți și rebeli". ( p. 361)”— Legământul lui Omar